# O Mensageiro
O Mensageiro  (The Go-Between) é um premiado filme britânico de 1971, do gênero drama, dirigido por Joseph Losey. O roteiro, escrito por Harold Pinter, é baseado em romance homônimo de L.P. Hartley.

## Sinopse
Leo Colston relembra um fato ocorrido quando ele era garoto, e serviu de intermediário entre Marian, uma mulher aristocrática, e Ted Burgess, um rude fazendeiro, entregando-lhes cartas de amor.

## Elenco
- Julie Christie .... Marian (Lady Trimingham)
- Alan Bates .... Ted Burgess
- Margaret Leighton .... Mrs. Maudsley
- Michael Redgrave .... Leo Colston adulto
- Dominic Guard .... Leo Colston garoto
- Michael Gough .... Mr. Maudsley
- Edward Fox .... Hugh Trimingham
- Richard Gibson .... Marcus Maudsley
- Simon Hume-Kendall .... Denys
- Roger Lloyd-Pack .... Charles
- Amaryllis Garnett .... Kate

## Principais prêmios e indicações
Oscar 1972 (EUA)
- Indicado na categoria de Melhor Atriz (coadjuvante/secundária) (Margaret Leighton).

BAFTA 1972 (Reino Unido)
- Venceu nas categorias de Melhor Ator (coadjuvante/secundário) (Edward Fox), Melhor Atriz (coadjuvante/secundária) (Margaret Leighton), Melhor Roteiro (Harold Pinter) e Ator mais promissor em papel de protagonista (Dominic Guard).
- Indicado nas categorias de melhor filme, melhor diretor, melhor atriz (Julie Christie), melhor ator coadjuvante (Michael Gough), melhor direção de arte (Carmen Dillon), melhor fotografia (Gerry Fisher), melhor figurino (John Furniss) e melhor trilha sonora (Garth Craven, Peter Handford e Hugh Strain).

Festival de Cannes 1971 (França)
- Recebeu a Palma de Ouro (melhor filme).

Globo de Ouro 1972 (EUA)
- Indicado na categoria de Melhor Filme (estrangeiro).